# Цвиллинг, Михаил Яковлевич
Михаи́л Я́ковлевич Цви́ллинг (24 июля 1925, Одесса — 12 июля 2013, Москва) — советский и российский переводчик, учёный-переводовед и лексикограф, кандидат филологических наук, профессор.

## Военная служба
В 1941—1956 гг. находился на военной службе. С января по март 1945 года — переводчик в действующей армии. Участник Великой Отечественной войны.

## Образование
Окончил Военный институт иностранных языков (1945).
В октябре 1953 года защитил диссертацию «Краткая форма прилагательного в современном немецком языке» на соискание ученой степени кандидата филологических наук.

## Педагогическая и административная работа в высшей школе
Преподавал в Военном институте иностранных языков: 1953 — 1956 гг. — заместитель начальника кафедры немецкого языка.
С 1956 года работал в МГИМО: доцент кафедры немецкого языка (1956 — 1962).
В 1962 — 1975 гг. — заведующий кафедрой перевода немецкого языка МГПИИЯ им. М. Тореза.
С 1975 по 1987 гг. — заведующий кафедрой иностранных языков Академии наук СССР.
С 1987 года и до конца жизни работал в МГЛУ профессором, заведующим кафедрой общей теории, истории и критики перевода.

## Научная деятельность
Автор многочисленных работ по теории и практике лексикографии, теории и истории перевода, лексике и фразеологии немецкого языка, а также методике обучения и подготовки переводчиков.
Подготовил более 10 кандидатов наук. 
Являлся членом редакционной коллегии авторитетного журнала, посвященного теории и практике перевода — "Тетради переводчика".

## Основные труды
- Цвиллинг М.Я. Роль переводчика в акте коммуникации и понятие «терциарного перевода» // Перевод и коммуникация. М., 1997
- Цвиллинг М.Я. Мартин Лютер и его значение для переводоведения // Вопросы истории перевода. Сборник научных трудов. Выпуск 330. М., 1989
- Цвиллинг М.Я. Некоторые положения теории перевода и их место в преподавании иностранного языка научным работникам // Методика и лингвистика. М., 1981

## Участие в разработке и создании лексикографических ресурсов
- Краткий немецко-русский военный разговорник. М.: Воениздат, 1944 (соавт. с Е. А. Гофман).
- Краткий военный немецко-русский словарь. М.: ВИИЯ, 1956 (соавт. Л. Ф. Парпаров, Л. С. Азарх).
- Немецко-русский военно-морской словарь. М.: Воениздат, 1956 (соавт. Ю. А. Яхонтов и др.).
- Краткий русско-голландский разговорник: К визиту советских кораблей в Голландию. М.: Воениздат, 1956.
- 4000 полезных слов и выражений. Справочник переводчика-международника (Немецкий язык). М.: ИМО, 1965.
- Большой немецко-русский словарь (в 2 томах). М.: Советская энциклопедия, 1969, 2-е изд.: М.: Русский язык, 1980 (колл. авторов под рук. О. И. Москальской).
- Дополнение к Большому немецко-русскому словарю. М.: Русский язык, 1982 (в соавт.).
- Русско-немецкий словарь. М.: Русский язык, 1977, 1981 и след. издания (соавт. О. Н. Никонова).
- Русско-немецкий словарь пословиц и поговорок. М.: Русский язык, 1984.
- Немецко-русский словарь. М.: Русский язык, 1992 и след. издания (колл. авторов).
- Русско-немецкий словарь М.: Русский язык, 1997 (в соавт.)[5].

## Переводческая деятельность
Один из выдающихся представителей Московской школы перевода. Много лет работал переводчиком-синхронистом, в том числе переводил советских и российских руководителей. Данному аспекту деятельности профессора М. Я. Цвиллинга посвящен  сюжет программы Время.

## Награды
- Орден Отечественной войны II степени (1985)[8],
- Медаль «За боевые заслуги» (1951)[9],
- Медаль «За победу над Германией в Великой Отечественной войне 1941—1945 гг.» (1945)[10],
- Медаль «За трудовое отличие»[11].

## Память
Похоронен 16 июля 2013 года на Хованском кладбище. Переводческой деятельности М. Я. Цвиллинга посвящены научные труды и воспоминания его учеников. 